# Star Strike
Star Strike ist ein Shoot ’em up, welches 1982 zuerst auf dem Mattel Intellivision erschien.

## Gameplay
Ziel des Spiels ist es, die feindliche Raumstation zu zerstören, um die einhergehende Vernichtung der Erde zu verhindern. Den Plan versuchen zahlreiche gegnerische Geschosse bzw. Raumschiffe zu verhindern. Befindet sich die Erde in der Mitte des Bildschirmes, muss ein rotes Geschoss vernichtet werden. Scheitert man dabei oder wird vorher abgeschossen, wird die Erde zerstört und das Spiel ist zu Ende. Freilich gilt es auch einen möglichst hohen Highscore zu erzielen.
Das Spiel ist größtenteils vom bereits 1977 erschienenen Spielfilm Krieg der Sterne („Star Wars“) inspiriert. Dabei mussten die Rebellen über den Luftschacht in den Todesstern gelangen, um diesen letztlich erfolgreich zu vernichten. Jedoch ist das Spiel kein Bestandteil des Franchises mangels Lizenz.

## Rezeption
- TeleMatch 3/83:[1]

„Ein nervenaufreibendes Spiel, das wesentlich schneller ist, als andere Intellivision Programm-Cassetten.“

Insgesamt wurden im Jahr der Veröffentlichung 800.000 Module verkauft, und das Spiel avancierte damit zum meistverkauften Intellivision-Spiel des Jahres. Noch heute ist es eines der bekanntesten Spiele für diese Konsole.
Das Spiel ist im The Strong National Museum of Play (Rochester, USA) ausgestellt.